# 莫納格里略

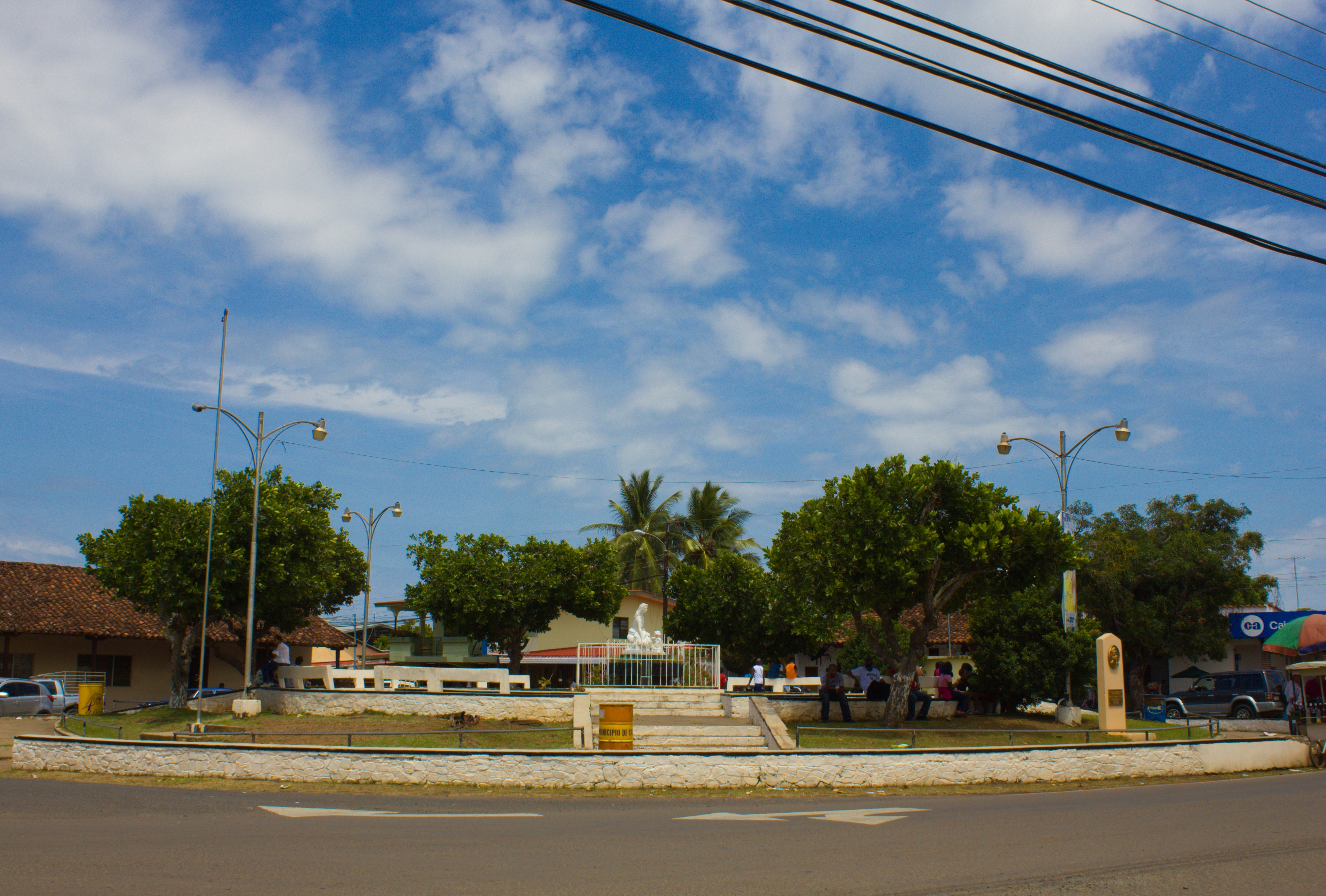
莫納格里略

莫納格里略（西班牙語：Monagrillo），是巴拿馬的城鎮，位於該國中南部，由埃雷拉省的奇特雷區負責管轄，面積27.2平方公里，海拔高度16米，2010年人口12,385，人口密度每平方公里455.3人。